# Karchi

Route Samarcande-Boukhara au 10es.

Karchi ou Qarshi (en ouzbek : Qarshi ou Қарши ; en russe : Карши), est une ville du sud-est de l'Ouzbékistan et la capitale de la province de Kachkadaria. Elle est située au sud-est de Boukhara et au sud-ouest de Samarcande. Elle est anciennement connue sous le nom de Nakhchab sous les Sogdiens (dont elle fut la capitale) et de Nasaf sous les Arabes.
La ville compte environ 200 000 habitants. 